# جيمس إدوارد وارتون
جيمس إدوارد وارتون (بالإنجليزية: James Edward Wharton)‏ هو عسكري أمريكي، ولد في 2 ديسمبر 1894 في مقاطعة شافيز في الولايات المتحدة، وتوفي في 12 أغسطس 1944 في Sourdeval ‏ في فرنسا.